# Episodi di Lore - Antologia dell'orrore (prima stagione)
La prima stagione della serie televisiva Lore - Antologia dell'orrore, composta da 6 episodi, è stata interamente pubblicata negli Stati Uniti il 13 ottobre 2017 su Amazon Video.
In lingua italiana la stagione è stata pubblicata su Amazon Video prima in versione originale sottotitolata in italiano il 13 ottobre 2017; poi è stata resa disponibile in versione doppiata il 1º dicembre 2017.
| nº | Titolo originale  | Titolo italiano           | Pubblicazione originale | Pubblicazione in italiano |
| -- | ----------------- | ------------------------- | ----------------------- | ------------------------- |
| 1  | They Made a Tonic | Hanno preparato un tonico | 13 ottobre 2017         | 1º dicembre 2017          |
| 2  | Echoes            | Echi                      | 13 ottobre 2017         | 1º dicembre 2017          |
| 3  | Black Stockings   | Le calze nere             | 13 ottobre 2017         | 1º dicembre 2017          |
| 4  | Passing Notes     | I bigliettini             | 13 ottobre 2017         | 1º dicembre 2017          |
| 5  | The Beast Within  | La bestia che è in noi    | 13 ottobre 2017         | 1º dicembre 2017          |
| 6  | Unboxed           | Fuori dalla scatola       | 13 ottobre 2017         | 1º dicembre 2017          |